# Homolophus lindbergi
Homolophus lindbergi is een hooiwagen uit de familie echte hooiwagens (Phalangiidae).